# Victor Garland
Ransley Victor „Vic“ Garland, KBE	(* 5. Mai 1934 in Perth, Western Australia; † 1. Januar 2022) war ein australischer Politiker der Liberal Party of Australia (LP), Diplomat und Wirtschaftsmanager, der unter anderem zwischen 1969 und 1981 Mitglied des Repräsentantenhauses sowie mehrmals Minister war. Darüber hinaus fungierte er von 1981 bis 1983 als Hochkommissar im Vereinigten Königreich.

## Leben

### Berufliche Laufbahn, Abgeordneter und Minister
Ransley Victor „Vic“ Garland, Sohn des Buchhalters Idris Victor Garland und dessen Ehefrau Doris Garland, begann nach dem Besuch der 1858 gegründeten Hale School ein Studium der Wirtschaftswissenschaften an der University of Western Australia (UWA), das er mit einem Bachelor of Arts (B.A. Economics) beendete. Er war danach als Wirtschaftsprüfer tätig und begann sein politisches Engagement in der Kommunalpolitik als Mitglied des Gemeinderates von Claremont. Am 19. April 1969 wurde er für die Liberal Party of Australia (LP) erstmals zum Mitglied des Repräsentantenhauses gewählt und vertrat in diesem bis Januar 1981 den in Western Australia gelegenen Wahlkreis Curtin, einer Hochburg der Liberalen Partei im wohlhabenden Umfeld von Perth. In diesem Wahlkreis löste er den langjährigen Abgeordneten und Minister Paul Hasluck ab, nachdem dieser am 30. April 1969 das Amt des Generalgouverneurs von Australien übernommen hatte. Er war zudem zeitweilig Vizepräsident der Liberal Party im Bundesstaat Western Australia.
Am 2. August 1971 übernahm Garland als Minister für Versorgung (Minister for Supply) in der Regierung McMahon sein erstes Ministeramt und bekleidete dieses bis zum 5. Dezember 1972, nachdem die Koalition aus Liberal Party und Country Party zuvor bei den Wahlen vom 2. Dezember 1972 eine Niederlage gegen die Australian Labor Party (ALP) erlitten hatte. Zugleich fungierte er zwischen dem 21. März und dem 5. Dezember 1972 auch als Assistierender Minister im Schatzministerium (Minister assisting the Treasurer). 1973 war er Parlamentarischer Berater der Delegation bei der Generalversammlung der Vereinten Nationen in New York City. 

### Opposition und Rückkehr der Liberal Party in die Regierung
Anschließend war Garland von Juni 1974 bis März 1975 Parlamentarischer Hauptgeschäftsführer (Chief Whip) der oppositionellen Fraktion der Liberalen Partei im Repräsentantenhaus. Bei der Parlamentswahl am 13. Dezember 1975 erlitt die Australian Labor Party (ALP) eine klare Niederlage. Die Liberal Party erhielt 68 der 127 Sitze, die National Country Party NCP 22 und Labor 36. Im Senat stellten Labor und die LP je 27 der 60 Senatoren, die NCP errang 7 Mandate. In der anschließend gebildeten Regierung Fraser II, einer Koalition aus LP und NCP, fungierte er zwischen dem 22. Dezember 1975 und dem 6. Februar 1976 zuerst als Minister für Post und Telekommunikation (Minister for Post and Telecommunications), ein Amt, das den bisherigen Posten des Generalpostmeisters ersetzte. Zeitgleich fungierte er vom 22. Dezember 1975 bis zum 6. Februar 1976 auch wieder als Assistierender Minister im Schatzministerium. Er trat von diesen Ministerämtern zurück, nachdem ihm vorgeworfen wurde, Wahlvergehen begangen zu haben. Diese Anklage wurde allerdings vom Obersten Richter des Australian Capital Territory (ACT), des Hauptstadtterritoriums von Canberra, zurückgewiesen. In der Zwischenzeit war er zunächst Hinterbänkler (Backbencher) sowie anschließend zwischen 1976 und 1977 Vorsitzender des Ausgabenausschusses des Repräsentantenhauses (House of Representatives Expenditure Committee). 
Im Zuge einer Kabinettsumbildung übernahm Vic Garland im Anschluss vom 6. September bis 20. Dezember 1977 das Amt als Minister für Veteranen (Minister for Veterans’ Affairs) und hatte diesen Posten zwischen dem 20. Dezember 1977 und dem 4. Juli 1978 auch in der Regierung Fraser III. Zugleich fungierte er vom 20. Dezember 1977 bis zum 8. Dezember 1979 als Minister für besondere Handelsvertretungen (Minister for Special Trade Representations) und im Anschluss nach einer neuerlichen Kabinettsumbildung vom 8. Dezember 1979 bis zum 3. November 1980 sowohl als Minister für Gewerbe und Verbraucher (Minister for Business and Consumer Affairs) als auch in Personalunion als Assistierender Minister im Ministerium für Industrie und Handel (Minister Assisting the Minister for Industry and Commerce). Nach der der Parlamentswahl am 18. Oktober 1980 legte er am 22. Januar 1981 sein Mandat im Repräsentantenhaus nieder.

### Hochkommissar im Vereinigten Königreich und Wirtschaftsmanager
Victor Garland wurde stattdessen als Nachfolger von James Plimsoll Hochkommissar im Vereinigten Königreich und verblieb auf diesem diplomatischen Spitzenposten bis 1983, woraufhin Alfred Parsons seine dortige Nachfolge antrat. Für seine langjährigen Verdienste wurde er am 31. Dezember 1981 zum Knight Commander des Order of the British Empire (KBE) geschlagen, so dass er fortan den Namenszusatz „Sir“ führte.
Anschließend blieb er in London und war in den folgenden Jahren Vorstandsmitglied sowie Mitglied des Aufsichtsrates von mehr als 30 im Vereinigten Königreich sowie den USA ansässigen Unternehmen wie Prudential plc, The Throgmorton Trust plc, Nelson Hurst plc, Signet Group plc, Mitchell Cotts plc, Fidelity Asian Values plc und The Ark Funds Incorporated. Er engagierte sich ferner 15 Jahre lang als Vize-Vorsitzender des Vorstandes von South Bank sowie der dortigen Royal Festival Hall. Im Juli 2007 kehrte er nach Australien zurück. Aus seiner 1960 mit Lynette May Jamieson geschlossenen Ehe gingen drei Kinder hervor.